# Фінал WTA 2014
фінал туру WTA 2014 — жіночий тенісний турнір, що відбувся в Сінгапурі з 17 жовтня до 26 жовтня 2014 року. Це був 44-й за ліком підсумковий турнір сезону в одиночному розряді і 39-й - у парному. 8 гравчинь в одиночному розряді й 8 пар змагалися на Singapore Indoor Stadium.

## Призовий фонд і очки
Сумарний призовий фонд турніру BNP Paribas 2014 WTA Finals становив 6,5 млн доларів США.
| Етап                                  | Одиночний розряд | Одиночний розряд | Парний розряд | Парний розряд |
| Етап                                  | Грошовий приз    | Очки             | Грошовий приз | Очки          |
| ------------------------------------- | ---------------- | ---------------- | ------------- | ------------- |
| Чемпіонки                             | RR1 + $1,658,000 | RR + 810         | $500,000      | 1500          |
| Суперниці у фіналі                    | RR + $582,000    | RR + 360         | $250,000      | 1050          |
| Півфіналістки                         | RR + $37,000     | RR               | $125,000      | 690           |
| 1-ше коло                             | Н/Д              | Н/Д              | $75,000       | 460           |
| За перемогу в матчі кругового турніру | $143,000         | 160              | Н/Д           | Н/Д           |
| За участь у матчі кругового турніру   | $20,000          | 70               | Н/Д           | Н/Д           |
| Нагорода за участь                    | $80,000          | Н/Д              | Н/Д           | Н/Д           |
| Нагорода запасній                     | $62,000          | Н/Д              | Н/Д           | Н/Д           |

- 1 RR означає грошовий приз чи очки здобуті на етапі кругового турніру.

## Гравчині, що кваліфікувалися

### Одиночний розряд
| # | Гравчині                 | Очки  | Турнірів | Коли кваліфікувалася |
| - | ------------------------ | ----- | -------- | -------------------- |
| 1 | Серена Вільямс (USA)     | 7,146 | 17 (15)  | 5 вересня            |
| 2 | Марія Шарапова (RUS)     | 6,680 | 15       | 9 вересня            |
| 3 | Петра Квітова (CZE)      | 5,597 | 18       | 27 вересня           |
| 4 | Сімона Халеп (ROU)       | 5,403 | 19 (18)  | 15 вересня           |
| 5 | Ежені Бушар (CAN)        | 4,523 | 22       | 2 жовтня             |
| 6 | Агнешка Радванська (POL) | 4,441 | 20       | 2 жовтня             |
| 7 | Ана Іванович (SRB)       | 4,390 | 21       | 2 жовтня             |
| 8 | Каролін Возняцкі (DEN)   | 4,045 | 19       | 2 жовтня             |

### Парний розряд
| # | Гравчині                                          | Очки  | Турнірів | Коли кваліфікувалися |
| - | ------------------------------------------------- | ----- | -------- | -------------------- |
| 1 | Сара Еррані (ITA) Роберта Вінчі (ITA)             | 9,315 | 18       | 11 липня             |
| 2 | Сє Шувей (TPE) Пен Шуай (CHN)                     | 5,262 | 12       | 10 вересня           |
| 3 | Кара Блек (ZIM) Саня Мірза (IND)                  | 5,185 | 21       | 22 вересня           |
| 4 | Катерина Макарова (RUS) Олена Весніна (RUS)       | 5,130 | 13       | 10 вересня           |
| 5 | Ракель Копс-Джонс (USA) Абігейл Спірс (USA)       | 4,240 | 21       | 25 вересня           |
| 6 | Квета Пешке (CZE) Катарина Среботнік (SLO)        | 3,950 | 18       | 2 жовтня             |
| 7 | Гарбінє Мугуруса (ESP) Карла Суарес Наварро (ESP) | 3,515 | 12       | 5 жовтня             |
| 8 | Алла Кудрявцева (RUS) Анастасія Родіонова (AUS)   | 3,410 | 21       | 12 жовтня            |

## Шлях до фіналу

### Одиночний розряд
- Гравчині на  золотому  тлі кваліфікувалися на турнір.
- Гравчині на  брунатному  тлі мали право бути запасними, але відмовилися від участі.
- Блакитним  показано запасних гравчинь.

| Місце | Спортсменка        | Турніри Великого шлему | Турніри Великого шлему | Турніри Великого шлему | Турніри Великого шлему | Premier Mandatory | Premier Mandatory | Premier Mandatory | Premier Mandatory | Найкращі результати в Premier 5 | Найкращі результати в Premier 5 | Найкращі результати в інших турнірах | Найкращі результати в інших турнірах | Найкращі результати в інших турнірах | Найкращі результати в інших турнірах | Найкращі результати в інших турнірах | Найкращі результати в інших турнірах | Загалом очок | Турнірів |
| ----- | ------------------ | ---------------------- | ---------------------- | ---------------------- | ---------------------- | ----------------- | ----------------- | ----------------- | ----------------- | ------------------------------- | ------------------------------- | ------------------------------------ | ------------------------------------ | ------------------------------------ | ------------------------------------ | ------------------------------------ | ------------------------------------ | ------------ | -------- |
| Місце | Спортсменка        | AUS                    | FRA                    | WIM                    | USO                    | INW               | MIA               | MAD               | BEI               | 1                               | 2                               | 1                                    | 2                                    | 3                                    | 4                                    | 5                                    | 6                                    | Загалом очок | Турнірів |
| 1     | Серена Вільямс     | 1/8Ф 240               | 1/32Ф 70               | 1/16Ф 130              | П 2000                 | A 0               | П 1000            | ЧФ 215            | ЧФ 215            | П 900                           | П 900                           | П 470                                | П 470                                | ПФ 350                               | ПФ 185                               | 1/16Ф 1                              |                                      | 7,146        | 17(15)   |
| 2     | Марія Шарапова     | 1/8Ф 240               | П 2000                 | 1/8Ф 240               | 1/8Ф 240               | 1/16Ф 65          | ПФ 390            | П 1000            | П 1000            | ПФ 350                          | 1/8Ф 105                        | П 470                                | ПФ 185                               | ПФ 185                               | 1/8Ф 105                             | 1/8Ф 105                             |                                      | 6,680        | 15       |
| 3     | Петра Квітова      | 1/64Ф 10               | 1/16Ф 130              | П 2000                 | 1/16Ф 130              | 1/8Ф 120          | ЧФ 215            | ПФ 390            | Ф 650             | П 900                           | ЧФ 190                          | П 470                                | ПФ 185                               | 1/8Ф 105                             | ЧФ 100                               | 1/16Ф 1                              | 1/16Ф 1                              | 5,597        | 18       |
| 4     | Сімона Халеп       | ЧФ 430                 | Ф 1300                 | ПФ 780                 | 1/16Ф 130              | ПФ 390            | A 0               | Ф 650             | ЧФ 215            | П 900                           | ЧФ 190                          | П 280                                | 1/8Ф 105                             | 1/8Ф 30                              | 1/16Ф 1                              | 1/16Ф 1                              | 1/16Ф 1                              | 5,403        | 19(18)   |
| 5     | Ежені Бушар        | ПФ 780                 | ПФ 780                 | Ф 1300                 | 1/8Ф 240               | 1/8Ф 120          | 1/32Ф 10          | 1/32Ф 10          | 1/16Ф 10          | Ф 585                           | R64 1                           | П 280                                | ПФ 185                               | ЧФ 60                                | ЧФ 60                                | 1/8Ф 55                              | 1/8Ф 30                              | 4,506        | 22       |
| 6     | Агнешка Радванська | ПФ 780                 | 1/16Ф 130              | 1/8Ф 240               | 1/32Ф 70               | Ф 650             | ЧФ 215            | ПФ 390            | 1/16Ф 65          | П 900                           | ПФ 350                          | ЧФ 190                               | ЧФ 190                               | ПФ 110                               | ЧФ 100                               | ЧФ 60                                | 1/8Ф 1                               | 4,441        | 20       |
| 7     | Ана Іванович       | ЧФ 430                 | 1/16Ф 130              | 1/16Ф 130              | 1/32Ф 70               | 1/16Ф 65          | 1/8Ф 120          | ЧФ 215            | ПФ 390            | Ф 585                           | ПФ 350                          | П 470                                | П 470                                | Ф 305                                | П 280                                | П 280                                | ЧФ 100                               | 4,390        | 21       |
| 8     | Каролін Возняцкі   | 1/16Ф 130              | 1/64Ф 10               | 1/8Ф 240               | Ф 1300                 | 1/8Ф 120          | ЧФ 215            | 1/16Ф 65          | 1/16Ф 10          | ПФ 350                          | ПФ 350                          | Ф 305                                | П 280                                | ЧФ 190                               | ПФ 185                               | ПФ 185                               | ПФ 110                               | 4,045        | 19       |
| 9     | Лі На              | П 2000                 | 1/64Ф 10               | 1/16Ф 130              | A 0                    | ПФ 390            | Ф 650             | ЧФ 215            | A 0               | ЧФ 190                          | 1/8Ф 105                        | П 280                                |                                      |                                      |                                      |                                      |                                      | 3,970        | 13(9)    |
| 10    | Анджелік Кербер    | 1/8Ф 240               | 1/8Ф 240               | ЧФ 430                 | 1/16Ф 130              | 1/32Ф 10          | ЧФ 215            | 1/32Ф 10          | 1/8Ф 120          | Ф 585                           | ЧФ 190                          | Ф 305                                | Ф 305                                | Ф 305                                | ПФ 185                               | 1/8Ф 105                             | 1/8Ф 105                             | 3,480        | 22       |
| 11    | Катерина Макарова  | 1/8Ф 240               | 1/16Ф 130              | ЧФ 430                 | ПФ 780                 | 1/16Ф 65          | 1/8Ф 120          | 1/32Ф 10          | 1/8Ф 120          | ПФ 350                          | 1/16Ф 60                        | П 280                                | ПФ 110                               | ЧФ 100                               | 1/16Ф 60                             | 1/16Ф 60                             | 1/8Ф 55                              | 2,970        | 20       |

- Станом на 20 жовтня 2014

### Парний розряд
- Пари на  золотому  тлі кваліфікувалися на турнір.

| Місце | Спортсменки                           | Очки   | Очки   | Очки   | Очки     | Очки     | Очки     | Очки      | Очки      | Очки     | Очки     | Очки     | Загалом очок | Турнірів |
| Місце | Спортсменки                           | 1      | 2      | 3      | 4        | 5        | 6        | 7         | 8         | 9        | 10       | 11       | Загалом очок | Турнірів |
| ----- | ------------------------------------- | ------ | ------ | ------ | -------- | -------- | -------- | --------- | --------- | -------- | -------- | -------- | ------------ | -------- |
| 1     | Сара Еррані Роберта Вінчі             | П 2000 | П 2000 | Ф 1300 | П 1000   | П 900    | Ф 585    | П 470     | ПФ 350    | Ф 305    | ЧФ 215   | ЧФ 190   | 9,315        | 18       |
| 2     | Сє Шувей Пен Шуай                     | П 2000 | П 1000 | П 900  | ПФ 390   | ПФ 350   | 1/8Ф 240 | 1/8Ф 240  | 1/16Ф 130 | 1/16Ф 10 | 1/8Ф 1   | 1/8Ф 1   | 5,262        | 12       |
| 3     | Кара Блек Саня Мірза                  | ПФ 780 | Ф 650  | Ф 650  | Ф 585    | П 470    | ЧФ 430   | ЧФ 430    | ПФ 390    | Ф 305    | П 280    | ЧФ 215   | 5,185        | 21       |
| 4     | Катерина Макарова Олена Весніна       | П 2000 | Ф 1300 | Ф 650  | 1/8Ф 240 | ЧФ 215   | ЧФ 190   | ЧФ 190    | 1/16Ф 130 | 1/8Ф 105 | ЧФ 100   | 1/8Ф 10  | 5,130        | 14       |
| 5     | Ракель Копс-Джонс Абігейл Спірс       | П 900  | ПФ 780 | П 470  | ПФ 390   | ПФ 350   | Ф 305    | 1/16Ф 240 | ЧФ 215    | ЧФ 215   | ЧФ 190   | ПФ 185   | 4,240        | 21       |
| 6     | Квета Пешке Катарина Среботнік        | П 900  | ПФ 780 | Ф 585  | ЧФ 430   | ЧФ 430   | ЧФ 215   | ЧФ 215    | ПФ 185    | ЧФ 100   | ЧФ 100   | 1/8Ф 10  | 3,950        | 18       |
| 7     | Гарбінє Мугуруса Карла Суарес Наварро | ПФ 780 | Ф 650  | П 470  | Ф 305    | 1/8Ф 240 | 1/8Ф 240 | ЧФ 215    | ЧФ 215    | ЧФ 190   | 1/8Ф 105 | 1/8Ф 105 | 3,515        | 12       |
| 8     | Алла Кудрявцева Анастасія Родіонова   | П 470  | П 470  | ЧФ 430 | ПФ 390   | ПФ 350   | П 280    | 1/8Ф 240  | ЧФ 215    | ЧФ 190   | ЧФ 190   | ПФ 185   | 3,410        | 21       |

- Станом на 20 жовтня 2014

## Переможниці та фіналістки

### Турнір
Одиночний розряд
- Серена Вільямс —  Сімона Халеп, 6–3, 6–0.

Парний розряд
- Кара Блек /  Саня Мірза —  Сє Шувей /  Пен Шуай, 6–1, 6–0.

### Виставкові матчі
Майбутні зірки
- Моніка Пуїг —  Чжен Сайсай, 6–4, 6–3.

Легенди
- Маріон Бартолі